# 西柘植村
西柘植村（にしつげむら）は三重県阿山郡にあった村。現在の伊賀市の北東部、関西本線・新堂駅の周辺にあたる。

## 地理
- 河川：柘植川

## 歴史
- 1889年（明治22年）4月1日 - 町村制の施行により、下柘植村・愛田村・新堂村・楯岡村・御代村・柏野村の区域をもって阿拝郡西柘植村が発足。大字下柘植に村役場を設置。
- 1896年（明治29年）4月1日 - 郡の統廃合により、所属郡が阿山郡に変更。
- 1908年（明治41年） - 大字新堂に村役場を移転。
- 1955年（昭和30年）1月1日 - 壬生野村と合併して春日村が発足。同日西柘植村廃止。

## 交通

### 鉄道路線
- 日本国有鉄道
  - 関西本線
    - 新堂駅

### 道路
- 国道25号

## 出身・ゆかりのある人物
- 仁保亀松 - 法学者、関西大学学長
- 橋本策 - 医師、病理学者、橋本病発見者